# Світлогорка
Світлого́рка (рос. Светлогорка) — селище у складі Оренбурзького району Оренбурзької області, Росія.

## Населення
Населення — 266 осіб (2010; 280 у 2002).
Національний склад (станом на 2002 рік):
- казахи — 72 %
- росіяни — 26 %